# Pyrgulopsis erythropoma
The Ash Meadows pebblesnail (Pyrgulopsis erythropoma) là một loài ốc nước ngọt có mang và nắp, là động vật thân mềm chân bụng sống dưới nước trong họ Hydrobiidae.
Đây là loài đặc hữu của Hoa Kỳ. Môi trường sống tự nhiên của nó là các con sông. Nó bị đe dọa do mất nơi sống.
The common name of this species is taken từ name of the Ash Meadows National Wildlife Refuge ở Nevada.